# Kuchisake-onna
Kuchisake-Onna (口裂け女?  'Mujer de Boca Cortada') es una figura malévola fantasmagórica en las leyendas urbanas japonesas y coreanas y el folclore japonés y coreano. Es descrita generalmente como el espíritu maligno, u onryō, de una mujer que cubre parcialmente su rostro con algún elemento, ocultando que su boca se encuentra cortada de oreja a oreja y lleva consigo un par de tijeras, un cuchillo, hoz o algún otro objeto afilado.
Según la tradición oral, es el alma en pena de una mujer muy bella que fue asesinada y mutilada por su esposo, regresando para vengarse preguntándole a sus víctimas si es hermosa, las cuales al responder son posteriormente asesinadas por ella. Se la ha descrito como una yōkai contemporánea.
Aunque se cree que la leyenda de Kuchisake-onna se remonta a los siglos XVII al XIX, durante el período Edo, no fue hasta la década de 1970 que la historia se popularizó en todo Japón y Corea del Sur, cuando varios periódicos y revistas publicaron la leyenda y comenzaron rumores de avistamientos del ser por todo el país, lo que llevó a que se volviera una problemática social de histeria colectiva y los niños pequeños fueran acompañados por grupos de adultos mientras caminaban a casa desde la escuela.

## Origen

### Primeras referencias
En una colección de cuentos de fantasmas de la era Edo, "Kaidan Rō no Tsue", hay una historia sobre una "Mujer de Boca Rasgada" que se transformaba en un kitsune y aparecía en las afueras de Edo.
En Ōkubo Hyakunin-chō (actualmente el distrito de Shinjuku en Tokio), un hombre llamado Gonsuke, de unos veinte años, caminaba bajo la lluvia con un paraguas cuando vio a una mujer empapada. Cuando Gonsuke le ofreció compartir su paraguas, la mujer se giró y, al ver su rostro, tenía la boca rasgada hasta las orejas. Gonsuke se quedó paralizado de miedo, y para cuando recuperó el conocimiento, su rostro se había vuelto senil, con los dientes caídos y no pudo hablar más, muriendo poco después.
En el libro de Mizuki Kondo: "Hyakki Ryoran: Colección de libros ilustrados sobre historias de fantasmas y yokai de la época Edo", hay una historia llamada "Ehon Sayo Shigure" escrita en 1801 por un autor llamado Hayami Shungyōsai que describe lo siguiente:
Cuando una Tayū caminaba por los pasillos del barrio rojo de Yoshiwara, un cliente la detuvo por diversión y cuando se esta dio la vuelta, vio que tenía la boca cortada hasta las orejas. Se dice que el cliente se desmayó y nunca más volvió a visitar el barrio rojo.

## Versiones

### Leyenda urbana

La versión más popular de la leyenda cuenta que en el Período Heian, había una preciosa pero vanidosa mujer que fue la esposa (o la concubina) de un samurái. Ella se sintió sola porque el samurái siempre estaba lejos de casa peleando por lo que, aprovechándose de su estatus social y su belleza, comenzó a tener aventuras con hombres de la ciudad. Un día, cuando el samurái se enteró de las infidelidades de la mujer, en un ataque de celos y furia le cortó la boca de un lado a otro mientras gritaba: "¿Quién va a pensar que eres hermosa ahora?". 
Otras variantes cuentan que la mujer estaba casada con un samurái extremadamente celoso, quien la golpeaba con frecuencia. Un día, convencido de que ella lo estaba engañando, le cortó la boca. La mujer, harta de los maltratos, huyó al bosque, donde nunca más se supo de ella. En versiones más modernas, se cuenta que, alrededor de una década antes de los años 70, fue una mujer que sufrió dicha herida tras un accidente automovilístico, causado por una discusión con su marido. Otras versiones sugieren que fue el resultado de un accidente provocado por un cirujano plástico o dentista sin licencia, o incluso por una maldición tras el uso excesivo del poder de un inugami familiar.
En todo caso, ella regresa del inframundo como un onryo o un yokai, enfocado en cometer los mismos actos que causaron su deformidad.
Aunque, a diferencia de la Llorona, la Siguanaba o un Pontianak, la Kuchisake-onna se ha adaptado al Japón contemporáneo. Si se encuentra con algún joven, -normalmente estudiantes de secundaria o universitarios- le pregunta: "¿Soy hermosa?" ("Watashi kirei?") ("私、綺麗?") Si el joven le responde que no, le asesinará con unas tijeras gigantes que lleva consigo. Si la respuesta es un sí, ella se quitará la máscara y le preguntará: "¿Inclusive así?" ("Kore demo?") ("これでも？") Lo más probable es que la víctima grite o diga que no, por lo que la mujer le asesinará. Si la víctima responde de nuevo que sí, la mujer, feliz por su respuesta, lo seguirá hasta la puerta del hogar y le cortará la boca tal como lo tiene ella, ya que la palabra kirei (きれい), que significa 'hermosa' o 'linda', es es un homófono de kiru (切る), que significa 'cortar', por lo que sería como decir "Watashi, kiru?" ("私、切る?"), que significa "¿Debería cortarte?". En algunas variantes menos documentadas, responder que sí en ambas preguntas hará que el espíritu le regale a su víctima un rubí empapado de sangre y se marchará.
En la mayoría de versiones es imposible escapar, pues puede aparecer frente a su objetivo sin importar a dónde se mueva, e incluso tiene capacidad de velocidad sobrehumana para alcanzar a su víctima; uno puede salir corriendo pero aparecerá frente a ella de nuevo.

### Aspecto
La mayoría de los relatos la describen como una mujer alta de unos 175-180 cm, sin embargo, algunas personas creen que mide hasta 2.5 metros. Tiene pelo largo y lacio, la mayoría de representaciones la describen de cabello negro o castaño. Posee manos blancas, piel pálida y, por lo demás, se la considera hermosa (excepto por su cicatriz) y, en la mayoría de representaciones modernas, la Kuchisake-Onna viste una gabardina beige o roja.. En los relatos más viejos, el espectro cubría su boca con la manga de su kimono, un abanico o, en los relatos más modernos, con un cubrebocas plástico o una bufanda. La leyenda urbana actual habla de que la Kuchisake-onna aparece como una mujer que vaga en la noche con una gabardina y es más común hallarla en días con neblina, con el rostro oculto tras un tapabocas, algo común en Japón. 
Puede ir tomando aspectos cada vez más monstruosos o extraños según la historia se mezcla con otros relatos locales, entre los cuales destacan:
- En un artículo de columna del 26 de enero de 1979 en el periódico Gifu Nichinichi Shimbun de Gifu [8] (que se dice que fue el lugar de nacimiento de los rumores) se escribió que ella era una mujer hermosa que se parecía a la actriz Yoko Yamamoto (según los rumores entre los niños).
- Se dice que sus ojos son amarillos, parecidos a los de un zorro y su voz es parecida a la de un gato.
- La Kuchisake-onna a veces es descrita como la conductora de un auto deportivo de color rojo.
- Se dice que lleva una boina roja y tacones altos de charol rojos.
- Hay muchos rumores sobre su vestimenta, como que usa ropa de color rojo brillante para ocultar la sangre de sus víctimas o ropa de color blanco puro manchada de sangre.
- En el distrito de Edogawa, Tokio, la gente dice que lleva un paraguas rojo y que vuela por el cielo con él.
- En Oji, Tokio, se dice que usa una bata blanca y botas blancas.
- En Tamagawa, Tokio, se dice que su ropa está sucia.
- En las ciudades de Hachioji y Kokubunji, Tokio, se dice que lleva un kimono y gafas de sol.
- En la ciudad de Okayama, prefectura de Okayama, se dice que lleva un peine de boj en una mano.
- Se dice que llevan múltiples armas blancas, como tijeras largas, cuchillos deba u hoces.

### Rumores sobre cómo evadirla
A pesar del desenlace fatídico que narran las variantes, hay métodos para evitarlo. Según las fuentes, llevar dulces y ofrecérselos puede apaciguarla. Otras versiones dicen que si el aludido le contesta con la misma pregunta (¿y yo, soy hermoso?), la Kuchisake-onna quedará confundida y ello le dará tiempo para escapar; y por último, si cuando ella pregunta se le dice que uno tiene prisa y debe atender un asunto muy importante, la mujer se disculpará y le dejará marchar debido a los modales japoneses, marchándose ella también.
Otra forma es decirle tres veces la palabra: pomada. La palabra funciona siendo cantada, debido a que no le gusta la pomada.

## Problemática Social
Esta leyenda urbana ha causado temor entre los estudiantes de primaria y secundaria de Japón, provocando el envío de coches de policía (en la ciudad de Koriyama y la ciudad de Hiratsuka), y renuncias y deserciones masivas de escuelas en las ciudades de Kushiro y Niiza. Se convirtió en un caso de histeria colectiva que envolvió a la sociedad japonesa de la época.
Los rumores de la Kuchisake-Onna surgieron en la prefectura de Gifu a principios de diciembre de 1978, y la primera vez que apareció en los medios fue en el Gifu Shimbun el 26 de enero de 1979. Después, se publicó un artículo en la edición del 29 de junio de 1979 en el Shūkan Asahi, afirmando que a principios de diciembre de 1978, una anciana granjera de Shinsei, un pueblito del distrito de Motosu, se desmayó cuando vio a la Kuchisake-Onna mientras estaba parada en el baño, lejos del edificio principal.
El 21 de junio de 1979 , una mujer de 25 años en Himeji se disfrazó de Kuchisake-Onna a modo de broma y deambulaba con un cuchillo de cocina, y fue arrestada bajo sospecha de violar la Ley de Armas de Fuego y Espadas.
En agosto de 1979, los rumores que habían estado circulando en Japón rápidamente se calmaron. Se dice que esto se debió al comienzo de las vacaciones de verano y a la falta de comunicación e intercambio de información entre los niños.

## Versión coreana de la leyenda
En el 2004 esta leyenda llegó incluso a Corea del Sur, donde la Kuchisake-onna utiliza una máscara de color rojo de la sangre que emana de las heridas; razón por la que se la conoce como Ppalgan maseukeu yeoja (빨간 마스크 여자: mujer del cubre bocas rojo), aunque también se le conoce más como Ppalgan Maseukeu (빨간 마스크: Máscara Roja). Según la historia en Corea, se cuenta que, en algún momento del siglo XX, existió una mujer que se hizo varias cirugías plásticas por el motivo de quedar bella e impresionar a los hombres. Al principio la mujer no se animaba porque no estaba segura, por miedo a morir durante la operación, pero, viendo a mujeres que se hicieron las cirugías y les quedaban bien, luego se animó. Viendo los resultados, se volvió a someter a cuatro intervenciones. Todo estaba perfecto en su rostro, pero vio que le faltaba algo: una boca perfecta. Sin embargo, para cuando se dispuso a hacerse la operación, aquel cirujano que se encargaba de hacerle las cirugías enfermó y en su lugar lo reemplazó por su aprendiz. Es entonces que la mujer, sin dudarlo y con tal de lograr su objetivo, se sometió para finalizar con su cirugía. Después de finalizar con la operación, el novato le recomendó que tuviera puesto el cubrebocas hasta tres días. Por su parte, la mujer se fue a su casa emocionada y pasados los días convenidos se puso en frente de un espejo quitándose el cubrebocas. Para cuando se lo quita descubrió  que no tenía una boca que ella deseaba tener, sino que la tenía rasgada de oreja a oreja. Todo por el fallido intento del aprendiz, siendo este un principiante. Debido al impacto y la desesperación, la mujer se suicidó, sin que su cuerpo nunca fuera encontrado.
Desde entonces se dice que se le puede ver al espíritu de aquella mujer con la cara tapada por un cubre bocas de color rojo, como la que usan los cirujanos (que no es nada raro ya que muchos coreanos las usan para prevenir enfermedades), caminando las calles de Corea del Sur. Cuando se encuentra alguien -normalmente hombres o niños- ella preguntará: "¿Soy hermosa?" ("¿Naneun aleumdabda?") ("나는 아름답다?").
La respuesta puede tener dos variables. Los pocos que responden que no (ya que cuesta decir esto ante una aparentemente bonita joven), suelen sufrir la ira del fantasma que, al no escuchar la respuesta que ella quiere, toma unas tijeras y se las clava en el cuerpo hasta que mueren agonizando.
Por el contrario, si le contestan a la pregunta con un rotundo sí, entonces la mujer, para saber que está diciendo la verdad, moverá su mano hasta su boca y quitará la mascarilla lentamente hasta mostrar su verdadero rostro, y entonces volverá a preguntar: "¿Y ahora, soy hermosa?" ("¿Geuligo jigeum naneun kkwae yeppeuni?") ("그리고 지금 나는 꽤 예쁘니?"). Si contestan que no, otra vez se enfadará y los matará con las tijeras clavándoselas en el cuerpo varias veces hasta morir.
Sin embargo, si contestan nuevamente que sí, la mujer al ver el éxito de su belleza, les querrá regalar algo "bonito", por lo que tomará sus tijeras y les abrirá la boca de tal manera que les dejará una sonrisa parecida a ella, para que ellos también se sientan hermosos como ella (o, según otras versiones, les corta la garganta).
Otra versión dice que les cortará la boca según su tipo de sangre. Si sus víctimas son del tipo A, ella solo cortará 1 cm, o si son del tipo B sería un poco más largo. Pero si son del tipo O o AB, ella les cortará la boca hasta los oídos. 
Aunque ella no es la única, ya que se dice que en el mismo año se han reportado varias mujeres con la cara mutilada y que tienen tijeras.

## Kuchisake-onna en la cultura popular

### Cine
Hay varias películas basadas en la Kuchisake-onna:
- Gakkou no Kaidan (1996)
- Kuchisake (2005)
- Carved (2007)
- Kaiki toshi-densetsu (2008)
- Carved 2: La Masacre de las Tijeras (2008)
- Kuchisake-onna 0: Biginingu (2008)
- Uwasa no Shinsō! Kuchisake-onna (2008)
- Keitai Ura Site: Kuchisake-onna (2010)
- Kuchisake-onna Two (2010)
- Kuchisake-onna: Ritānzu (2012)
- Senritsu Kaiki File Kowasugi! File-01 "Kuchisake-onna Hokaku Sakusen" (2012)
- Slit Mouth Woman in L.A. (2014)
- Kuchisake-onna vs Kashima-san (2017)

### Series
En Estados Unidos, la Kuchisake-onna ha aparecido en las siguientes series:
- American Horror Story: Freak Show (2014)
- Constantine (2014)
- True Monsters (2015)

### Anime
- Gakkō no Kaidan (2000, censurado)
- Gakkō no Kaidan SP (2005-2009)
- Yo-Kai Watch (2013)
- Mob Psycho 100 (2016)
- Jujutsu Kaisen (2023)

### En el manga
- Kuchi-sake Onna
- Kuchisake Onna Densetsu
- Kanojo wa Rokurokubi
- Kuchi ga saketemo kimi ni wa
- Jujutsu Kaisen
- Dandadan

### En los cómics

#### DC
- Kuchisake-onna[12][13]

### Apariciones en videojuegos
- Touhou 14.5 - Urban Legend in Limbo, como leyenda vinculada a Hata no Kokoro.

- Touhou 15.5 - Antinomy of Common Flowers

- Ghostwire: tokio

Roblox The Mimic como Mihari